# Liste der Tweten in Braunschweig
Die Liste der Tweten in Braunschweig enthält alle historischen und gegenwärtigen Tweten im heutigen Stadtgebiet von Braunschweig. Außer in Hamburg mit 110 dort Twieten genannten kleinen Gassen, gibt es nur noch in Braunschweig mit gegenwärtig 15 Tweten eine nennenswerte Ansammlung derartiger Straßen- oder Wegebenennungen. Die Benennung Twete ist in Braunschweig seit dem Jahr 1323 nachgewiesen; hingegen ist die Benennung Gasse im Innenstadtgebiet ungebräuchlich.

## Etymologie
Die älteste belegte Verwendung einer Vorform des Wortes „Twete“, nämlich „Tweghete“ ist im Urkundenbuch der Stadt Braunschweig für das Jahr 1323 dokumentiert.
Nach Mechthild Wiswe in ihrer 1970 erschienenen Dissertation Die Flurnamen des Salzgittergebietes sei die Etymologie des mittelniederdeutschen Wortes twite, aus dem sich Twete und Twiete entwickelt haben, „noch nicht völlig geklärt.“. Karl Ludolf Friedrich Lachmann bezeichnete Tweten 1819 in seiner Geschichte der Stadt Braunschweig seit ihrer Entstehung bis zum Ende des Jahres 1815  als „Zwischengassen“, während sie Heinrich Meier in seinen 1904 erschienenen Die Straßennamen der Stadt Braunschweig als einen kurzen, engen Durchgang oder Durchlass zwischen zwei Häusern definierte, der, so der Duden, ursprünglich nicht mit einem Fuhrwerk passiert werden konnte. 1975 schließlich definierte Rudolf Fricke in Das Bürgerhaus in Braunschweig „Tweten“ als … schmale Verbindungswege öffentlichen Besitzes zwischen zwei gleichlaufenden [= parallelen] Straßen., auf denen sich […] immerhin zwei Menschen begegnen können, ohne sich zu berühren […].

## Geschichte

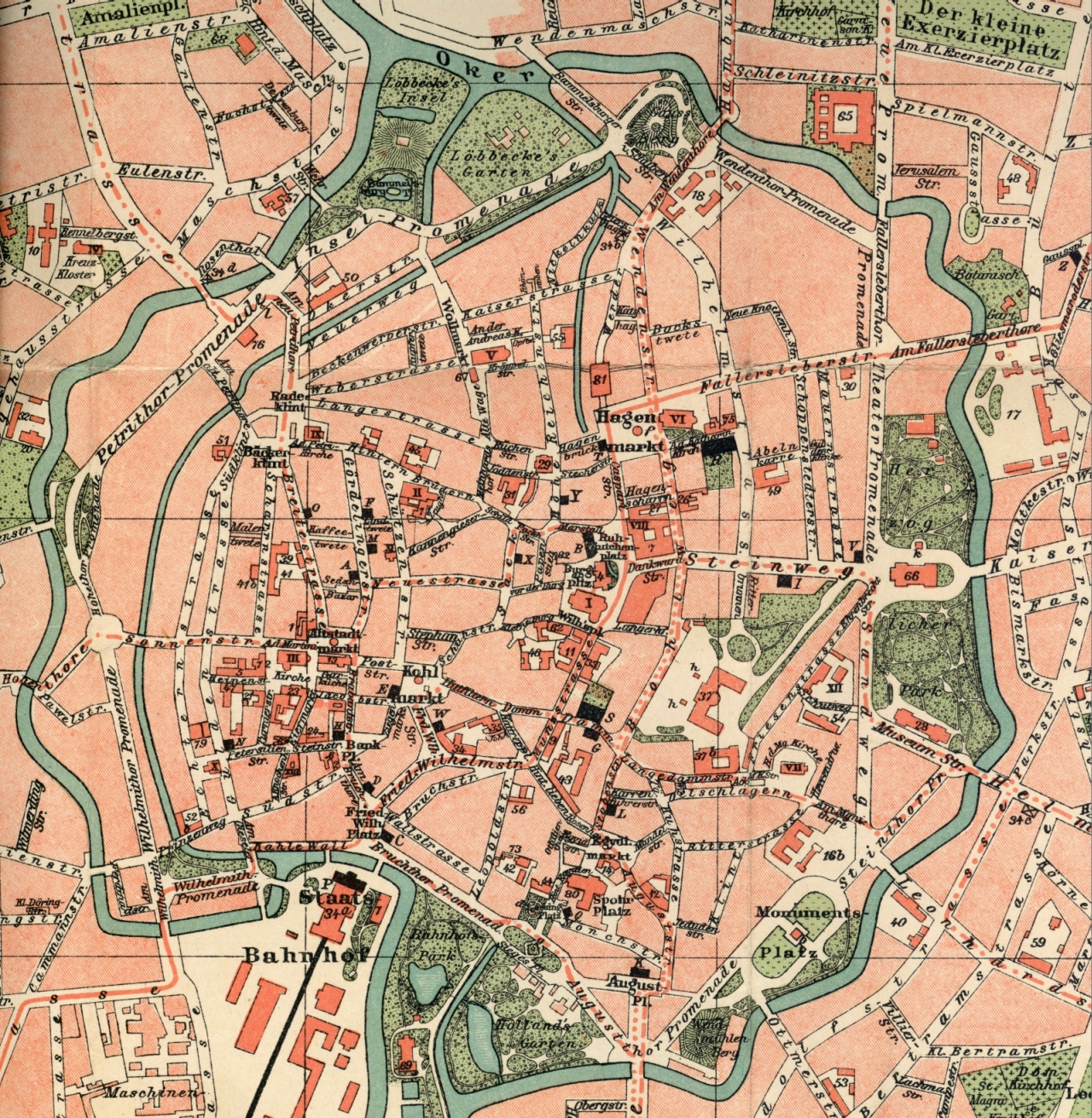
Braunschweig 1899: Der blaue Ring ist die Oker, die die Innenstadt seit dem Mittelalter umschließt.

Die überwiegende Mehrheit der einstigen und gegenwärtigen Tweten befindet sich innerhalb des Okerringes, der das Stadtzentrum von Braunschweig seit dem Mittelalter umschließt. Seit dem Spätmittelalter und der frühen Neuzeit, wurden in der Stadt schmale Durchgänge oft nur als Twete bezeichnet, sodass mehrere Tweten ohne individuelle Unterscheidung zeitlich neben einander existierten. Erst in der Folgezeit wurden nach und nach eindeutige Bezeichnungen eingeführt.
Beispiele für die ausschließliche Verwendung von Twete waren u. a. die Abelnkarre, die 1357 lediglich als de twete bezeichnet wurde. 1366 verband eine Twete die Kaiserstraße mit dem Nickelnkulk und eine befand sich bei der Echternstraße. Auch die Güldenklinke wurde 1490 nur Twete genannt. Eine Twete verband um 1419 die Steinstraße mit dem Bruchtor, 1535 wurde diese Verbindung als Klotestwete, 1606 Klotstwete und 1756 Mühlentwete bezeichnet. Ebenso lief eine Twete vom Kohlmarkt zur Oker, sie wurde 1548 sunte Olrekes twete (Sankt-Ulrichstwete) genannt, was sich auf die früher auf dem Kohlmarkt befindliche Ulrici-Kirche bezog. 1904 war diese Twete noch vorhanden. Die Kröppelstraße wurde 1451 partwete (Pfarrtwete der nahen Andreaskirche) genannt von 1472 bis 1501 als de twete bezeichnet.
Die meisten der heutigen Tweten sind wesentlich breiter als die ursprünglichen, aber meist genau so kurz wie diese.
| Name                         | Ersterwähnung             | historische Benennungen | Anmerkung | Bild |
| ---------------------------- | ------------------------- | --- | --- | --- |
| Autorstwete                  | 1467                      | sunte autorstwete | benannt nach dem Stadtheiligen Auctor, ging von der Breiten Straße ab: Auf der Westseite der Strasse zwischen den Häusern 770 und 771 auf dem Gebiete des jetzigen Westermannschen [Hauses], befand sich eine Twete, der 1415 mit der Meldung gedacht wird: ‚De Rad hejft georlovet Smaleheyneken, dat he mach bebuwen myt eynem dorweghe unde myt eynem stenderwerk darenboven de twete, dede geyt van der schernerstrate uppe de brede strate.‘ Smaleheyneke besass auf der Scharrnstrasse das Grundstück 756, das jetzt ebenfalls zum Westermannschen gehört. I 467 und später wird diese Twete sunte Autorstwete genannt, ihren privaten Charakter scheint sie indessen niemals eingebüsst zu haben, denn noch 1542 entstand ein Streit zwischen dem Besitzer des Hauses 77I, Hans v. Vechelde, und dem von 756, Ludeke Gibboldes, wegen des Wasserganges der Twete, nachdem jener ein Holzhaus an der Twete gebaut hatte. Die Twete ist auf dem Grundstücke 771 noch heute [= 1904!] vorhanden und auch von aussen erkennbar. Heute nicht mehr existent. | |
| Badetwete ⊙                  | im 19. Jahrhundert        | --- | führt von der Wolfenbütteler Straße in den Bürgerpark zur dortigen Badeanstalt an der Oker, die 1951 geschlossen wurde. | Verfallenes Lokal in der Badetwete                                                                       |
| Bartholomäustwete ⊙          | 1362 und wieder seit 1975 | --- | benannt nach der Bartholomäuskapelle an der sie vorbeiläuft und die Gördelingerstraße mit der Schützenstraße verbindet, in den späten 1970er Jahren neu gestaltet | Die Bartholomäustwete von der Gördelingerstraße aus gesehen                                              |
| Bockstwete ⊙                 | 1516                      | 1400 war die Twete noch namenlos, erst 1411 wird sie ‚Bockes kerne’, 1415: ‚Bockes gatse’, 1487 und 1516: ‚boxtwete’, 1529 bis 1558: ‚Bockestwete’, im Plane von 1671 schon „Bockstwete“ genannt. | benannt nach einer dort um 1400 ansässigen Familie Bock, verbindet die Wendenstraße mit der Wilhelmstraße und geht dann in die Neue Knochenhauerstraße über | |
| Bolchentwete ⊙               | 1961                      | --- | Benannt nach „Bolchen“, der in Braunschweig geläufigen mundartlichen Benennung für Bonbon. In der Straße wurde 1846 die Fabrik des Zuckerbäckers Louis Hirsch gegründet, in der unter anderem „Bolchen“ hergestellt wurden. Die Bolchentwete verbindet die Kastanienallee mit der Franz-Trinks-Straße. | Bolchentwete 3: Schild mit Erklärung zur Namensgebung                                                    |
| Burgtwete                    | 1399 bis 1765             | 1382: schotstrate, 1399 borchtwete, 1409 de strate, de ut der borch gett yn dat ostene over de schotstege, 1420 de tweghete, atze me geyt over de schotstege, später fast immer de borchtwete. Einmal, 1409, lautet die Bezeichnung prope pontem vutgariter dictum scotsteghe in parochia sancte virginis Kathartine, et vico phebusstrate ab antiquo nuncupato. In den Grundbüchern um 1700 führt sie neben dem Namen „Burgtwete“ auch den Namen „Violen-Twete“ [siehe dort]. | […] eine[r] schmale[n] Strasse, die vom „Schulstege“ unweit der späteren Langenhofsbrücke in nordöstlicher Richtung zum Sohlwege lief und diesen beim Hause 2073 traf. Sie ist auf dem Stadtplane von 1758 noch vorhanden, ihr Austritt am Sohlwege war sogar vor kurzem [bis ca. 1904!] noch dadurch erkennbar, dass die Häuser 2073 und 2074 nicht in derselben Flucht lagen. | |
| Derenburgtwete ⊙             | um 1890                   | --- | ging von der Fuchstwete ab und heißt heute Jakob-Hofmann-Weg nach Jakob Hofmann, der dort bis zu seinem Tode lebte | |
| Drasewitztwete ⊙             | um 1900                   | --- | verbindet Zimmer- und Göttingstraße | Die Drasewitztwete von der Zimmerstraße aus gesehen                                                      |
| Elendstwete ⊙                | unbekannt                 | Elendsstraße | heute Glückstraße (Zeitpunkt der Umbenennung unbekannt) | |
| Eulenspiegeltwete ⊙          | 1977/78                   | --- | verbindet die Güldenstraße mit der Echternstraße | |
| Friedhofstwete ⊙             | vor 1771                  | ab 1860: Friedhofsgasse, ab 1873: Friedhofsstraße und schließlich um 1894: Katharinenstraße | verläuft von West nach Ost am alten Garnison-/Katharinenfriedhof entlang und verbindet die Mühlenpfordtstraße mit Pockelsstraße | |
| Fuchstwete ⊙                 | um 1874                   | --- | verbindet die Gartenstraße mit der Straße Hinter der Masch | |
| Hampentwete ⊙                | unbekannt                 | --- | befindet sich im Ortsteil Ölper und ist nach der Landwirtsfamilie Hampe aus Ölper benannt | |
| Hennig Bardenwerpers twete ⊙ | 1561                      | --- | benannt nach Henning Bardenwerper, der dort wohnte, heute Teil der Stephanstraße | |
| Herrendorf(s)twete ⊙         | 1858                      | 1417: Herendorpesstrate, 1606: Herndorf, 1671 und 1731: im Herrendorfe | geht von der Straße Am Magnitor ab | Blick aus der Herrendorftwete Richtung „Am Magnitor“                                                     |
| Kaffeetwete ⊙                | 1780                      | 1428: twete, 1490: Glumertwete, 1606: Glümertwete, 1780 Coffee-Twete | Glumertwete nach der dort 1425 wohnenden Familie Glümer, verbindet Breite Straße und Gördelingerstraße, Kaffeetwete weil Franz Heinrich Wegener im 18. Jahrhundert im Eckhaus Nr. 885 ein Kaffeehaus eröffnet hatte. | |
| Klotstwete ⊙                 | 1606                      | Amestieg | befand sich zwischen den Häusern Kohlmarkt 9 und 10, der Durchgang ist noch vorhanden, diente als Zugang zum Burgmühlengraben. | |
| Kupfertwete ⊙                | 1388                      | 1357: Koppertwete | verbindet Weberstraße und Beckenwerkerstraße, benannt nach den Kupferschlägern, die in der Beckenwerkerstraße arbeiteten | |
| Lindentwete ⊙                | 1662                      | Lindenstraße | benannt nach einem Anwohner Michael Linde – oder nach Linden, verbindet die Gördelingerstraße mit der Schützenstraße | |
| Lütje Twetje ⊙               | 20. Jahrhundert           | --- | befindet sich im Ortsteil Mascherode | |
| Malertwete ⊙                 | 1731                      | 1533: Mudingestwete, 1564: Melmtwete, 1606: Molnistwete | verbindet die Güldenstraße mit der Scharrnstraße, zahlreiche Deutungsversuche bzgl. des Ursprung und der Bedeutung | |
| Mummetwete ⊙                 | 1963/64                   | --- | benannt nach der Braunschweiger Mumme, verbindet die Scharrnstraße mit der Breiten Straße | Die Mummetwete nach ihrer Sanierung 2018                                                                 |
| Opfertwete ⊙                 | 1454                      | 1412: de twete achter dem parhove, 1454: Oppertwete, 1463: de lutke twete, 1496: de cleyne twete, 1454: oppern twetge | geht von der Reichsstraße ab und führt auf die Straße An der Andreaskirche | Blick in die Opfertwete (das Portal stammt vom Kalmschen Haus, das im Zweiten Weltkrieg zerstört wurde). |
| Sonnentwete ⊙                | 1396                      | --- | Ging von der Gördelingerstraße ab, in der Nähe des Hohen Tores. Heute nicht mehr existent. | |
| Südmühlentwete ⊙             | 1336                      | Sutmolen twete | In der Nähe des Steinmarktes. Heute nicht mehr existent. | |
| To(d)tentwete ⊙              | unbekannt                 | --- | Ursprüngliche Benennung wohl wegen der Nähe zum Andreasfriedhof, wurde bis ca. 1929 beibehalten, Umbenennung in Mitgaustraße nach Louis Mitgau. | Das Neubaugebiet Mitgaustraße                                                                            |
| Uhlentwete ⊙                 | unbekannt                 | --- | Die Kinder- und Jugendbuchautorin Anne Schultz, bekannter unter ihrem Mädchennamen Anna Klie (* 1. März 1858 in Cramme; † 22. September 1913 in Braunschweig) veröffentlichte 1909 das Buch Aus der Uhlentwete. Heiteres und Ernstes. Die Uhlentwete wurde 1887 in Eulenstraße umbenannt. | Die heutige Eulenstraße                                                                                  |
| Violen-Twete ⊙               | 1700                      | auch Burgtwete [siehe auch dort] | nicht mehr existent, Rathaus Langer Hof | |
| Watertwete                   | 1393                      | --- | verlief nördlich des Ackerhofes bis zum Bohlweg. Heute nicht mehr existent. | |

- Karte mit allen Koordinaten:
- OSM |
- WikiMap